# Hemipeplus longiscapus
Hemipeplus longiscapus es una especie de coleóptero de la familia Mycteridae.

## Distribución geográfica
Habita en Cuba.